# Rafael Leónidas Trujillo
Rafael Leónidas Trujillo Molina (San Cristóbal, 24 ottobre 1891 – Santo Domingo, 30 maggio 1961) è stato un politico e generale dominicano, soprannominato el Jefe (il capo) e autoproclamatosi Generalísimo y Benefactor del Pueblo (generalissimo e benefattore del popolo), che instaurò un regime dittatoriale in cui dominò come un padrone assoluto la scena politica e le finanze della Repubblica Dominicana.
La sua dittatura, caratterizzata dall'anticomunismo, dal culto della personalità e dal razzismo verso la comunità haitiana, corrispose anche a un lungo e importante processo di industrializzazione e di rinnovamento del sistema finanziario della Repubblica Dominicana, sulla base di una dura repressione dell'opposizione e su un intenso sfruttamento della forza lavoro. Il governo di Trujillo è considerato come una tra le dittature latine più sanguinose dell'età contemporanea, sotto cui morirono circa 50 000 persone, tra oppositori politici, rivoltosi e vittime della propaganda anti-haitiana dell'epoca.

## Dalla giovinezza al colpo di Stato

### Il contesto
Dopo l'indipendenza del 1863, la Repubblica Dominicana era indebolita sia dal punto di vista governativo (a causa della presenza dei caudillos a capo di varie zone) sia dal punto di vista economico; è in tale contesto che gli Stati Uniti cominciarono a interessarsi degli affari dominicani, soprattutto per i grandi profitti che le esportazioni gli traevano, e ciò comportò una graduale crescita economica che crollò subito dopo l'assassinio del presidente dominicano Caceres, nel 1911, lasciando il paese in uno stato impoverito e caotico che diede vita a numerosi atti di violenza e malessere.
Con tale pretesto nel 1916 il presidente statunitense Woodrow Wilson inviò i Marines sul suolo dominicano, apportando maggior equilibrio politico ed economico. L'occupazione statunitense della Repubblica Dominicana terminò nel 1924, fino a quando cioè gli interessi strategici e finanziari degli Stati Uniti verso la Repubblica Dominicana persero valore.

### La giovinezza
Nacque nell'area rurale della provincia di San Cristóbal il 24 ottobre 1891 da una famiglia di umili origini: i suoi genitori erano José Trujillo Valdez, un commerciante, e Altagracia Julia Molina Chavalier, figlia di un contadino dominicano e di una maestra, Luisa Erciná Chevalier, i cui genitori erano haitiani. I suoi genitori ebbero undici figli, dei quali lui fu il terzo; tra questi vi era anche Héctor El Negro Bienvenido Trujillo Molina, il quale fu poi nominato "Generalisimo" nel 1959.
Iniziò a lavorare come telegrafista nel 1907, quindi come postino, in seguito finì a lavorare nelle piantagioni di canna da zucchero, prima come semplice bracciante e poi come sorvegliante, fino al 1918. Fu condannato per furto e abigeato e per questi reati dovette scontare qualche mese in prigione. Nel 1916 prese parte ad altre attività criminali e si unì a una violenta banda di criminali chiamata "La 44", che spesso prendeva di mira le piccole botteghe; egli, però, abbandonò questa banda dopo poco tempo. Durante l'occupazione statunitense della Repubblica Dominicana, avvenuta dal 1916 al 1924, Trujillo si unì alla Guardia Nazionale addestrata dai Marines americani, e iniziò così la sua carriera militare.

### La carriera militare
Durante l'occupazione venne creata una "Guardia Nazionale", come ausilio per ristabilire l'ordine. Rafael Trujillo si arruolò nell'esercito dominicano il 18 dicembre 1918. Nel 1919 fu ammesso e prestò giuramento nella "Guardia Nazionale" e dopo poco fu promosso a secondo tenente, in servizio nella provincia di El Seibo, con la raccomandazione del comandante Thomas E. Watson.
Nel gennaio del 1922 Trujillo fu trasferito al Dipartimento Nord di Santiago e nello stesso anno la "Guardia Nacional" fu ribattezzata "Polizia Nazionale Dominicana" con Trujillo promosso al ruolo di capitano della polizia, mentre continuava gli studi di amministrazione, diritto e ingegneria. Nel 1927 la Polizia Nazionale fu trasformata in "Brigata Nazionale" e nel maggio 1928 divenne "Esercito Nazionale", con alla guida Trujillo, il quale ottenne il rango di generale di brigata.

### Il colpo di Stato
Con l'uscita delle truppe statunitensi nel 1924, la situazione sociale ed economica del paese era ripiombata nel baratro, che colpiva trasversalmente tutte le classi sociali tranne l'esercito il quale, come eredità dell'occupazione nordamericana, era diventata l'istituzione più forte e ricca del paese. A capo dello Stato vi era Horacio Vásquez, presidente del gruppo politico de los coludos, il quale era in buoni rapporti con Trujillo (ancora a capo della "Policia Nacional") tanto da nominarlo, lo stesso anno, tenente colonnello e capo di Stato Maggiore.
Ma nel 1930 a Santiago un gruppo di oppositori politici sollevò un'insurrezione contro il presidente Horacio Vásquez, a causa del malcontento generale che animava il popolo, e si diressero a Santo Domingo, dove il generale, pur avendo ricevuto l'ordine di contrastare tale insorgenza, non mise in azione le proprie truppe, lasciando così mano libera agli insurrezionisti e obbligando Vásquez a dimettersi (e successivamente all'esilio). Trujillo si propose come candidato alle elezioni presidenziali del 1930, in concorrenza con Federico Velásquez Hernández, ma quest'ultimo ben presto si ritirò dalla candidatura, probabilmente per via della forte pressione subita da parte dell'avversario.
Il generale divenne l'unico candidato alle elezioni, affiancato da una feroce campagna elettorale, guidata dal gruppo paramilitare pro-Trujillo "La 42", gruppo altamente repressivo e intimidatorio, che assaliva i locali dei partiti oppositori ed era disposto anche a eliminare chi era d'intralcio, come il giornalista Virgilio Martinez Reyna e sua moglie Altagracia Almánzar (all'epoca incinta), noti oppositori del governo trujillista. Tale fatto causò costernazione e terrore nei confronti del binomio Trujillo-Ureña.
Divenne ufficialmente presidente della Repubblica Dominicana con Estrella Ureña come vicepresidente, il 24 maggio 1930. In seguito si scoprì che le elezioni erano state truccate, dato che alle urne si trovarono più voti a favore di Trujillo di quanti non fossero gli elettori. Poco dopo instaurò il sistema dittatoriale durato per oltre trent'anni.

## La dittatura
Trujillo instaurò un governo molto rigido e vessatorio nei confronti dell'opposizione, peraltro quasi inesistente; il 21% del bilancio nazionale veniva devoluto al rafforzamento della "Guardia Nacional" e ad agenzie di spionaggio in maniera tale da tenere in pugno qualsiasi atto di dissenso.
Gli anni della dittatura durarono dal 1930 al 1961, intervallati dal governo condotto da Héctor Trujillo, fratello del dittatore, che ricoprì la carica di presidente della Repubblica Dominicana due volte (sotto il controllo del fratello): la prima dal 1º marzo 1951 fino al 1º ottobre dello stesso anno, la seconda volta dal 16 agosto 1952 fino al 3 agosto 1960. E inoltre dal 1938 fino al 1942 fu presidente Jacinto Bienvenido Peynado. A causa del suo egocentrismo Trujillo cambiò il nome a molte città, compresa la capitale, denominata Ciudad Trujillo. Grazie al proprio potere riuscì a crearsi un enorme patrimonio, tanto da divenire l'uomo più ricco del paese.

### Primo mandato: 1930-1938
Il nuovo governo si trovò a dover fronteggiare una situazione già molto critica, alla quale si aggiunse il 3 settembre 1930 l'uragano "San Zenón" che colpì Santo Domingo e causò più di 3 000 morti; con l'ausilio della Croce Rossa statunitense riuscì a ricostruire la capitale in quattro anni. I contestatori del regime furono brutalmente soppressi e l'unico partito presente era il Partido Dominicano, emblema dell'ideologia della dittatura, basata sulla lealtà al proprio presidente, sull'ordine e la disciplina, considerati imprescindibili per i dominicani.
Nel 1934 ebbero nuovamente luogo le elezioni, con solo il "Partido Dominicano" di Trujillo come scelta: dopo la vittoria Trujillo fu nuovamente nominato presidente e Jacinto Bienvenido Peynado vicepresidente. La situazione economica migliorò, anche se il tasso di povertà si mantenne pressoché costante. La sua politica economica si basò sulla promozione delle importazioni e della produzione nazionale, sull'eliminazione dell'indebitamento estero e sugli scambi commerciali con i paesi esteri (soprattutto grazie alla costruzione del porto di Santo Domingo).

### Genocidio del 1937: massacro del prezzemolo
Il presidente aveva sempre sostenuto l'immigrazione europea nel paese dichiarandosi, nel 1938 alla Conferenza di Évian, disposto ad accettare una gran quantità di ebrei e nel 1939 ad accogliere anche gli esiliati repubblicani reduci dalla guerra civile spagnola. Tuttavia il presidente si mostrò sempre contrario all'immigrazione haitiana nella Repubblica Dominicana, al punto tale da promuovere una politica xenofoba nel paese nei confronti degli haitiani e anche dei dominicani con un colore della pelle particolarmente scuro.
Nell'autunno del 1937 Trujillo ordinò l'uccisione degli haitiani che vivevano nella zona di confine tra i due paesi. Il numero delle vittime è ancora incerto, ma se ne stimano 20 000. Inizialmente il governo incolpò il popolo intollerante nei confronti degli haitiani, poi usò come giustificazione la necessità politica di eliminare le infiltrazioni cospirative. Molti videro l'accaduto come una "punizione" nei confronti di Haiti, che si era dichiarata disposta ad accogliere i dominicani che vi cercavano rifugio. L'evento fu denominato "El corte" o anche "massacro del prezzemolo", poiché gli haitiani erano identificati in base a come pronunciavano la parola perejil. Anche per tale evento il governo trujillista fu accusato di voler attuare una politica di "sbiancamento razziale" della popolazione.

### Secondo mandato: 1942-1961

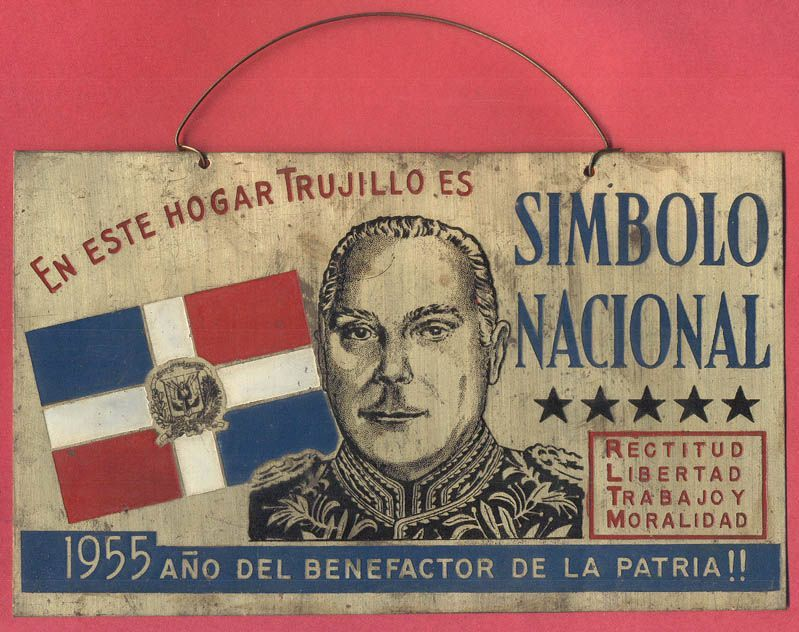
Targhetta propagandistica che celebra il venticinquesimo anniversario dell'"Era di Trujillo" nel 1955, fatta per essere appesa sulle pareti delle case private

Nel febbraio del 1942 Trujillo tornò al potere. Dal 1950 Trujillo attuò un forte e vasto piano di alfabetizzazione, a causa dell'alto tasso di analfabetismo presente nel paese e cercò di aiutare le molte famiglie povere del paese con una serie di sussidi statali. Nonostante queste misure, le condizioni di vita della popolazione rimasero precarie. Alla fine del 1945 aumentò il malcontento dei coltivatori di zucchero a causa dell'inflazione e vi furono molti scioperi, i quali furono considerati come "delitti di vacanza" e gli scioperanti furono catturati e incarcerati.
Nel 1946 la "Federazione Locale del Lavoro", un gruppo di operai manifestanti guidati dal sindacalista Mauricio Baéz, fece sciopero per una settimana, riuscendo a ottenere ciò che chiedevano, ma in seguito i partecipanti del gruppo furono perseguitati e assassinati. Mauricio Baéz, rifugiatosi a Cuba, fu sequestrato e non si seppe più nulla di lui. Nel 1947, a causa delle critiche internazionali, si ebbero nuove elezioni alle quali parteciparono tre partiti: il "Partido Nacional Laborista", "Partido Nacional democrático" e il "Partido Dominicano" guidati rispettivamente da Rafael A. Espaillat, Francisco Pratts Ramírez e Rafael Leónidas Trujillo; le elezioni terminarono con la vittoria di Trujillo.
Il 9 ottobre 1947 nacque la Banca centrale della Repubblica Dominicana e si stabilì come moneta ufficiale il peso dominicano. Tra il 1945 e il 1950 si ebbero un'intensiva industrializzazione e modernizzazione del paese, con la costruzione di strade, ponti, acquedotti, scuole e di una rete sanitaria. Nel 1955 inaugurò la "Feria de la Paz", un evento per celebrare i 25 anni dell'opera del governo di Trujillo.

### Declino della dittatura
Il governo di Trujillo aveva scandalizzato l'opinione pubblica internazionale, era molto criticato dalla Chiesa cattolica e si era attirato l'inimicizia di molti Paesi, come il Venezuela con Rómulo Betancourt, il Guatemala con Juan José Arévalo, Cuba con Ramón Grau San Martín, Haiti con Élie Lescot e la Costa Rica con José Figueres Ferrer. Subì anche molte critiche dalla presidenza Kennedy, il quale stava già elaborando dei piani con la CIA a proposito della situazione dominicana.
Anche il popolo tentò di ribellarsi alla tirannia; nacquero il movimento rivoluzionario "14 giugno" e la spedizione di "Cayo Confites", entrambi costituiti per lo più da esiliati, appoggiati dal governo cubano. Due furono gli episodi che sconvolsero il mondo. Un primo episodio fu il rapimento e l'assassinio del professore spagnolo Jesús Galíndez nel 1956, il quale viveva a New York e aveva fortemente criticato la dittatura. Un secondo episodio fu l'assassinio delle sorelle Mirabal il 25 novembre 1960, ispiratrici del movimento democratico "14 giugno".

## L'uccisione
Il 30 maggio del 1961 un colpo di fucile lo raggiunse mentre, nottetempo, transitava in automobile in compagnia del suo autista di fiducia verso San Cristóbal, la sua città natale, alla periferia della capitale, Santo Domingo, che aveva fatto ribattezzare come "Ciudad Trujillo". Prima della morte era riuscito, assecondato da una famiglia voracissima, ad accumulare circa 800 milioni di dollari, messi al sicuro in banche straniere.
Nei mesi che precedettero la sua fine, Trujillo aveva cercato di far assassinare il presidente venezuelano Betancourt, suo dichiarato oppositore, accusandolo di tramare contro la sua persona. L'attentato non solo sconvolse l'opinione pubblica mondiale contro Trujillo, ma suscitò anche la condanna dell'OAS (Organization of American States) che ruppe le relazioni diplomatiche con il governo di Trujillo, impose sanzioni economiche e fece perdere a Trujillo la protezione degli Stati Uniti: questi ultimi ebbero probabilmente una parte nell'omicidio dell'ormai scomodo dittatore. Nel 1992, tuttavia, fu reso pubblico un rapporto della CIA risalente a trent'anni prima, che effettivamente confermava l'esistenza di un piano di Betancourt per rovesciare Trujillo con il sostegno degli oppositori al suo regime. Nel 2025, è stato desecretato, assieme ad altri documenti, il rapporto dell'ispettore generale della CIA sull'assassinio del 1961 di Rafael Trujillo che rivela i nomi degli ufficiali della CIA e di altre persone che hanno collaborato al complotto.
Il 20 dicembre 1962 si ebbero le elezioni libere, di carattere democratico, dove poterono partecipare tutti i partiti. Gli spogli diedero la vittoria a Juan Bosch, candidato presidenziale a capo del "Partito Rivoluzionario Dominicano", con il 59% dei voti.

## Vita privata

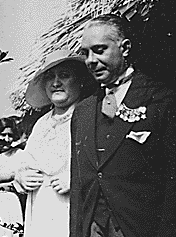
Trujillo con la seconda moglie Bienvenida nel 1934

Trujillo si sposò tre volte ed ebbe numerose amanti. Il 13 agosto 1913, Trujillo sposò Aminta Ledesma Lachapelle. Il 30 marzo 1927 sposò Bienvenida Ricardo Martínez, una ragazza di Monte Cristi, figlia di Buenaventura Ricardo Heureaux. Nel 1935 divorziò da Bienvenida (dalla quale aveva avuto una figlia, Odette Trujillo Ricardo) e sposò María de los Angeles Martínez Alba, con la quale aveva da tempo una relazione. Da quest'ultima ebbe tre figli: Ramfis Trujillo Martínez, nato il 5 giugno 1929 e che gli succederà per pochi mesi nel 1961, María de los Ángeles del Sagrado Corazón de Jesús (Angelita), nata a Parigi il 10 giugno 1939, e Leónidas Rhadamés, nato il 1º dicembre 1942. Nel 1937, Trujillo incontrò Lina Lovatón Pittaluga, una debuttante della classe alta, dalla quale ebbe due figli, Yolanda, nel 1939, e Rafael, nato il 20 giugno 1943.
La figlia di Trujillo e della sua prima moglie, Flor de Oro (1915-1978), andò sposa il 3 dicembre 1932, all'età di diciassette anni, al diplomatico e uomo di sport, oltre che noto playboy, Porfirio Rubirosa. I due nel 1938 divorziarono.

## Trujillo nella letteratura
- La festa del caprone (2000) di Mario Vargas Llosa
- La breve favolosa vita di Oscar Wao (2007) di Junot Díaz
- Il tempo delle farfalle (1997) di Julia Alvarez
- Vivas en su jardin (2010) di Dedè Mirabal
- Galindez (1990) di Manuel Vàzquez Montalbàn